# 1938 en Lorraine
Chronologie de la Lorraine
- 1934
- 1935
- 1936
- 1937
- 1938
- 1939
- 1940
- 1941
- 1942

Cette page est une liste d'événements qui se sont produits durant l'année 1938 en Lorraine.

## Événements

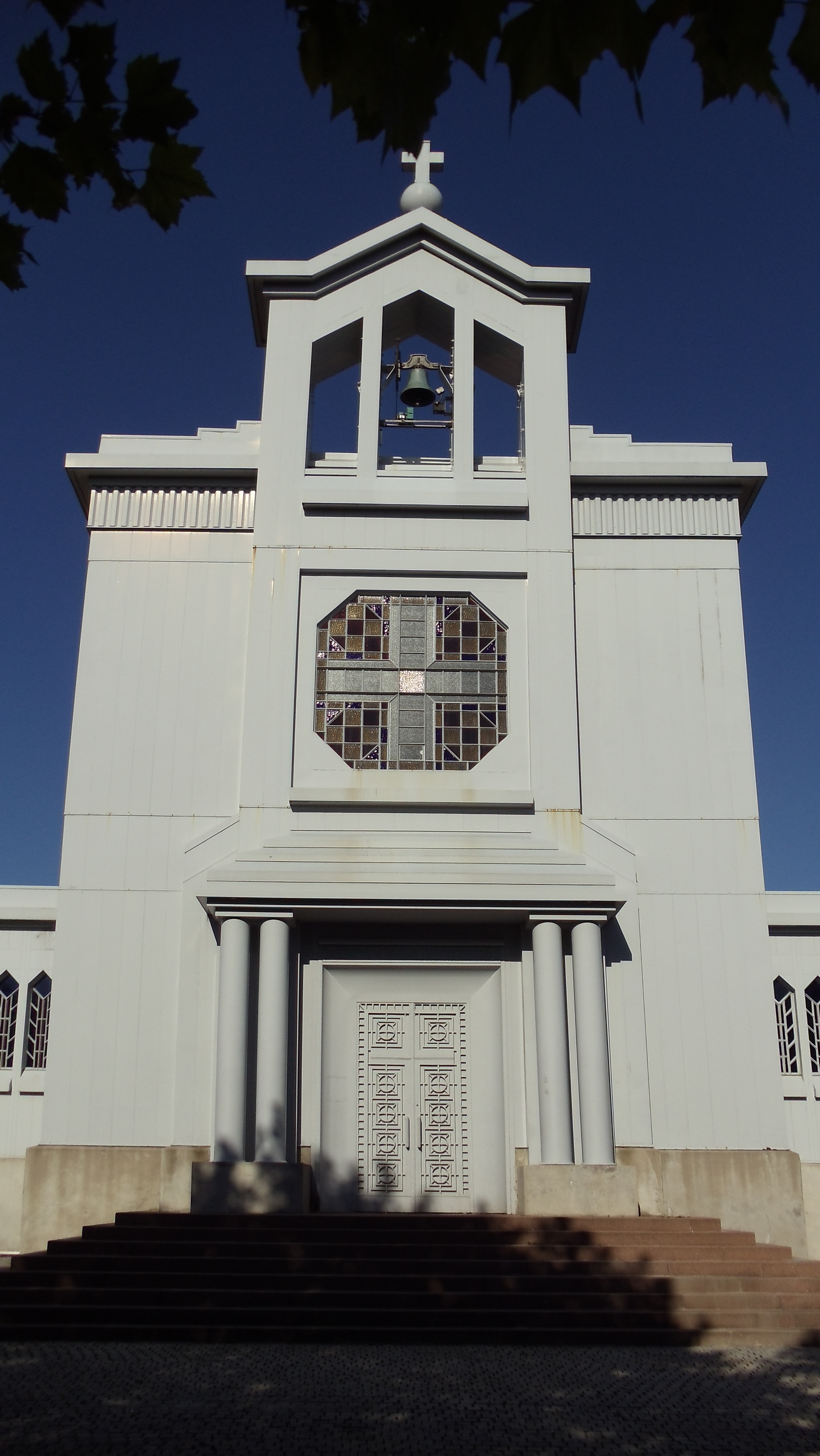
Eglise Sainte Barbe de Crusnes.

- Pose de la première pierre de l'église Sainte-Barbe de Crusnes[1].
- Tournage à Douaumont du film J'accuse de Abel Gance[2]
- Création de l'Union des Syndicats Patronaux de Moselle (USPM)[3].
- Construction de l'Église Sainte-Thérèse-de-l'Enfant-Jésus de Metz[4] .
- 4 mars : Joseph-Jean Heintz devient évêque de Metz.
- 8 mai[5] : Défaite litigieuse du FC Metz [6] en finale de la Coupe de France de football face à l'Olympique de Marseille[7].
- 20 et 21 mai : commémoration du 50e anniversaire de la société d'Histoire et d'Archéologie de la Lorraine (1888-1938)[8]
- 15 juin : dernière exécution publique dans les Vosges, à Épinal[9],[10].
- 27 juillet : la dix-huitième étape du Tour de France relie Strasbourg à Metz. Victoire de Marcel Kint en 5 h 43 min 27 s[11].
- 28 juillet : la dix-neuvième étape prend son départ à Metz pour rejoindre Reims. Fabien Galateau gagne en 6 h 35 min 21 s[11].
- Juillet à septembre : la Crise des Sudètes conduit les autorités à évacuer toutes les populations situées en avant de la Ligne Maginot[12]

## Naissances

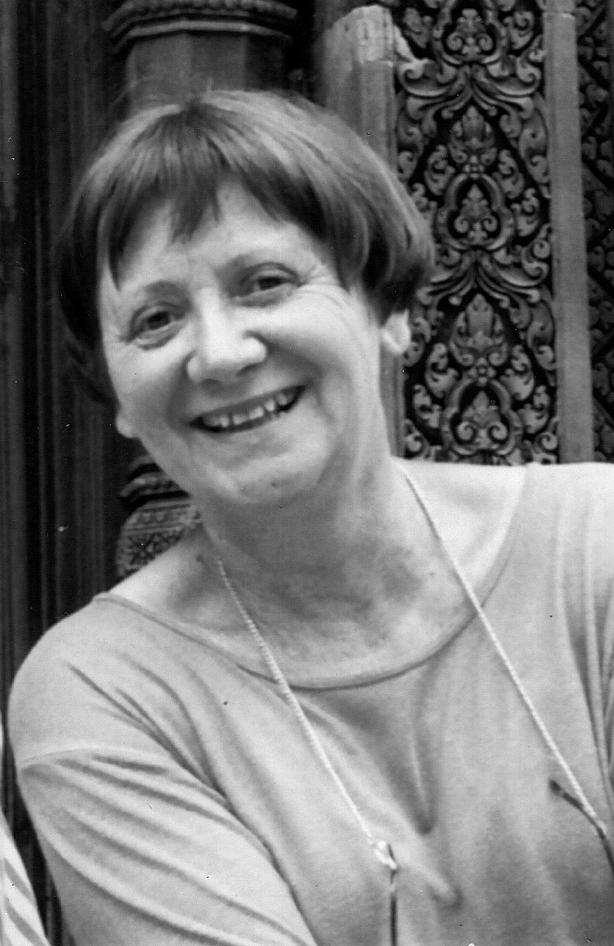
Yvette Pierpaoli en février 1997.

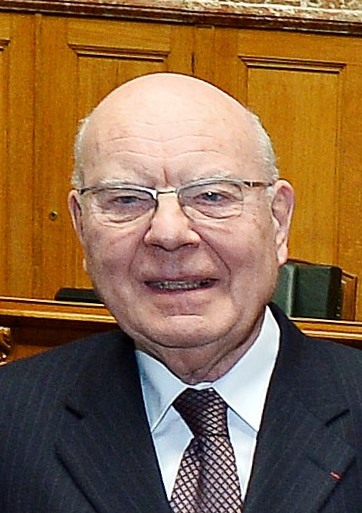
André Vauchez en 2013.

- 13 février à Nancy : Pierre Raffin, mort le 2 février 2024, évêque français, évêque émérite de Metz depuis 2013.
- 18 février à Nancy : Françoise Hudry, née Bichelonne, philologue et traductrice française.
- 11 mars à Piennes : Charles Gasparini, footballeur . 1,73 m pour 65 kg. Il était milieu de terrain défensif.
- 18 mars au Ban-Saint-Martin : Yvette Pierpaoli, morte le 18 avril 1999, militante humanitaire française[13], membre fondateur de l'association Refugees International[14]. En 2001, elle inspira le thriller La Constance du jardinier à John le Carré[15].
- 24 mars à Lunéville : Jean-Pierre Coffe, mort le 29 mars 2016 à Lanneray (Eure-et-Loir), animateur de radio et de télévision, humoriste, critique gastronomique, écrivain, chef-cuisinier et comédien français.
- 3 avril à Algrange : Silvio Sérafin, joueur de football devenu entraîneur, et mort le 19 février 2021 à Châtellerault (Vienne).
- 3 mai à Moyeuvre-Grande : Bolec Kocik, mort le 25 mai 1993 à Lille[16], footballeur et entraîneur de football français d'origine polonaise. Il a effectué l'essentiel de sa carrière à l'US Valenciennes-Anzin pendant les années 1960.
- 9 mai à Metz : Bernard Magné, mort à Toulouse le 5 décembre 2012, théoricien français de la littérature contemporaine spécialiste de Georges Perec[17].
- 14 juillet à Verdun : André Henri Marie Rollin, journaliste et écrivain français[18].
- 24 juillet à Thionville : André Vauchez, universitaire et historien français spécialiste du Moyen Âge[19].
- 27 juillet à Denting : Bernadette Hummel (née Burger), morte le 2 février 2012 à Golbey (Vosges) , athlète française, spécialiste du lancer du poids.
- 15 août à Metz : Jacques Kraemer, comédien, metteur en scène et écrivain français. Formé à la rue Blanche et au Conservatoire national à Paris (1962), il fonde en 1963 le Théâtre populaire de Lorraine.
- 16 août à Stiring-Wendel : Émile Grosshans, mort le 28 juillet 2016[20] à Oberhaslach dans le Bas-Rhin, footballeur français des années 1960. Durant sa carrière professionnelle, disputée intégralement sous les couleurs du Stade rennais, il évolue aux postes d'attaquant puis de défenseur.
- 16 septembre à Metz : André Forfert (décédé en 2012), sculpteur français. Actif dans la seconde moitié du XXe siècle, il travailla essentiellement en Lorraine.
- 28 septembre à  Pont-à-Mousson : Michel Louyot[21] , écrivain français.
- 10 octobre à Giraumont : Zygmunt Chlosta, mort le 26 novembre 1994[22] à Sainte-Maxime (Var), footballeur français. Il a évolué comme arrière central et a remporté la Coupe de France en 1971 avec le Stade rennais.
- 19 octobre à Remiremont : Daniel Bloch, ingénieur et physicien français.
- 15 novembre à Verdun : Jean-Claude Fiaux, artiste peintre et lithographe abstrait nuagiste français , mort le 17 octobre 2013 dans le 15e arrondissement de Paris.
- 23 novembre à Alsting : Roger Bichelberger, mort le 10 août 2018 à Sarreguemines[23], critique littéraire et écrivain français.
- 3 décembre à Rémilly : Claude Lapointe, illustrateur et enseignant français, fondateur de l'atelier d'illustration à l'École supérieure des arts décoratifs de Strasbourg.
- 7 décembre à Metz : Ronald Virag, chirurgien cardio-vasculaire, andrologue français.

## Décès
- 26 février : Louis Bonneau, né le 7 juillet 1851 à Wissembourg , officier général français.
- 4 juin à Nancy : Paul Perdrizet (né à Montbéliard le 22 juillet 1870), archéologue, helléniste et médiéviste français.
- 16 juillet à Nancy : Henri Bellieni, ingénieur en optique et photographe français, né le 3 octobre 1857 à Metz (Moselle) .